# Скварчицы
Сква́рчицы (бел. Скварчыцы) — деревня в Барановичском районе Брестской области Белоруссии. Входит в состав Малаховецкого сельсовета.

## География
Расположена в 7,5 км (9,5 км по автодорогам) к юго-западу от центра Барановичей, на расстоянии 3 км (4 км по автодорогам) к северу от центра сельсовета, агрогородка Мирный, на правом берегу реки Мышанки. Действует пилорама.

## История
По переписи 1897 года — деревня Ястрембельской волости Новогрудского уезда Минской губернии, 29 дворов.
В 1909 году — 39 дворов.
После Рижского мирного договора 1921 года — в составе гмины Ястрембель Барановичского повета Новогрудского воеводства Польши. По переписи 1921 года в ней числилось 33 жилых здания, в которых проживало 180 человек (89 мужчин, 91 женщина), все поляки (по вероисповеданию — православные).
С 1939 года — в БССР, в 1940–57 годах — в Новомышском районе Барановичской, с 1954 года Брестской области. Затем район переименован в Барановичский. С конца июня 1941 года до июля 1944 года оккупирована немецко-фашистскими войсками, убиты 4 человека и разрушено 23 дома. На фронте погибло 11 жителей деревни.

## Население
| Численность населения (по переписи) | Численность населения (по переписи) | Численность населения (по переписи) | Численность населения (по переписи) | Численность населения (по переписи) | Численность населения (по переписи) | Численность населения (по переписи) | Численность населения (по переписи) | Численность населения (по переписи) |
| 1897                                | 1909                                | 1921                                | 1939                                | 1959                                | 1970                                | 1999                                | 2009                                | 2019                                |
| ----------------------------------- | ----------------------------------- | ----------------------------------- | ----------------------------------- | ----------------------------------- | ----------------------------------- | ----------------------------------- | ----------------------------------- | ----------------------------------- |
| 204                                 | ↗225                                | ↘180                                | ↗266                                | ↘224                                | ↗269                                | ↘77                                 | ↘34                                 | ↘23                                 |